# Antiphos (Sohn des Priamos)
Antiphos (altgriechisch Ἀντιφος Ántiphos) ist ein in Homers Ilias erwähnter Held der griechischen Mythologie.
Antiphos war ein Sohn des trojanischen Königs Priamos und dessen Gattin Hekabe. Er kämpfte im Trojanischen Krieg mit dem griechischen Helden Ajax, verfehlte diesen bei einem Wurf mit seiner Lanze und traf stattdessen einen Gefährten des Odysseus namens Leukos, der gerade die Leiche eines getöteten Trojaners plündern wollte. Daraufhin eilte Odysseus herbei, um seinen Freund zu rächen, doch Antiphos entging diesmal noch dem Tod.
Zusammen mit seinem den Streitwagen lenkenden Halbbruder Isos – mit dem er einst beim Schafehüten auf dem Ida-Gebirge von Achilleus gefangen genommen, aber von seinem Vater ausgelöst worden war – wurde Antiphos im Kampf von Agamemnon getötet. Anschließend eignete sich Agamemnon die Rüstungen der beiden besiegen Brüder an.